# Острогозьк (станція)
Острогозьк — вантажно-пасажирська залізнична станція Бєлгородського регіону Південно-Східної залізниці. Розташована у місті Острогозьк  (Острогозький район, Воронезька область, Російська Федерація), на дільниці Валуйки — Лиски.
На станції є зал очікування, каси продажу квитків приміського та далекого сполучення, камера схову, багажне відділення.

## Історія
Станція Острогозьк з’явилася у 1895 році отримавши назву від міста недалечко від якого вона розташовувалася.
За даними на 1981 рік станція мала механізми вантажністю від 6 до 10 тон.